# 大村美容ファッション専門学校
大村美容ファッション専門学校（おおむらびようファッションせんもんがっこう）は福岡県福岡市中央区黒門にある私立の専門学校。
学校法人大村文化学園が運営。創設者 大村トミ。理事長は大村陽之介。

## 設置学科
- 美容科(2年制)
- トップスタイリスト科(2年制)
- トップスタイリスト専攻科(1年制)
- ヘアメイクアップアーティスト科（3年制）
- メイクアップ科(2年制)
- ファッション科(2年制)
- ファッションクリエイター科(3年制)

## 沿革
- 1929年 - 大村美容専門学校創設者･大村トミが福岡で2番目となる洋髪専門店｢ML美容室｣をオープン
- 1945年 - ｢大村美容研究所｣創設
- 1954年 - ｢大村美容専門学院｣設立
- 1989年 - 美容科に2年コースを設置
- 1992年 - 学校法人 大村文化学園の認可を受ける。専修学校昇格に伴い学校名を｢大村美容専門学校｣に変更。
- 1994年 - メイクアップ専科を設置
- 1998年 - 大村美容専門学校新校舎｢ルミエール｣完成
- 2002年 - 姉妹校｢専門学校 大村ファッションカレッジ｣を開校
- 2003年 - ｢大村ファッションカレッジ｣から｢大村ファッションデザイン専門学校｣へ校名変更
- 2007年 - 天神エリアに｢O.designs｣をオープン
- 2010年 - ｢大村美容専門学校｣と｢大村ファッションデザイン専門学校｣を統合し学校名を｢大村美容ファッション専門学校｣に変更。3年制学科の｢トップスタイリスト科｣を新設。
- 2014年 - トップスタイリスト科再編｡ファッション科から3年制を独立し｢ファッションクリエイター科｣とする。
- 2018年 - ｢グローバルビジネス科｣を新設
- 2023年 - 姉妹校「大村グローバルビジネス専門学校」を開校
- 2025年 - 「ヘアメイクアップアーティスト科」を新設

## 施設
本部／校舎1・2・3号館
1998年施工　設計者は高松伸。FAF福岡建築50選。
- 所在地：福岡県福岡市中央区黒門2-6

校舎4号館
2002年施工　設計者は高松伸。
- 所在地：福岡県福岡市中央区黒門4-41

O.designs
- 所在地：福岡県福岡市中央区大名2-1-35 トライエント山崎ビル2F

## 著名な卒業生
- エザキヨシタカ
- 前原 穂高
- 古城 隆
- CHINATSU[3]
- shohei kashima
- 末安 弘明 / HIROAKI SUEYASU[4]
- 東佳苗